# Charles Nègre
Charles Nègre (Grasse, 9 maggio 1820 – Grasse, 16 gennaio 1880) è stato un pittore e fotografo francese.

## Biografia

### I primi anni e la formazione
Charles Nègre fece i suoi studi d'arte presso l'École des beaux-arts di Parigi ed ebbe come maestri di pittura Paul Delaroche e Michel Martin Drolling. Completò in seguito la sua formazione nell'atelier di Jean-Auguste-Dominique Ingres.

Il suo debutto in pubblico avvenne nel 1843 al "Salon" di Parigi, dove continuò ad esporre sino al 1864. Nel 1850 ottenne una medaglia di terza classe. Presentò anche alcune incisioni: Vue de la cité (1859), La Porte royale de la cathédrale de Chartres (1861), ecc. Nel 1847 ebbe l'incarico di fare delle copie del "Ritratto di Luigi Filippo" dall'opera di Franz Xaver Winterhalter.

La sua produzione comprendeva ritratti, scene religiose, scene storiche, mitologiche e allegoriche, e nudi femminili, solitamente mitologici.
La pittura di Nègre, e in particolare i suoi nudi ed i suoi ritratti, risentono palesemente della visione pittorica di Ingres e di Delaroche, anche se non di rado
egli abbandona la pura accademia per sviluppare dei temi e delle espressività più realistiche e meditate (ad esempio la "Morte di S. Paolo" e studi correlati).

Tuttavia Nègre rimase pur sempre un pittore accademico e riversò la sua vena di realismo nell'arte fotografica.

### La fotografia
Quando Louis Daguerre presentò al pubblico la sua invenzione nel 1839, Charles Nègre decise di trasferirsi in un suo atelier personale situato sul quai de Bourbon dell’ Île Saint-Louis a Parigi. Curioso di natura, fu attirato dalla tecnologia fotografica che muoveva i suoi primi passi. All'inizio pensò che questa novità tecnica potesse essergli d'auto per realizzare i suoi quadri.
«Rimasi sbalordito alla vista di quella meravigliosa invenzione e, immaginando quale futuro avrebbe potuto avere questa nuova arte, presi la decisione di dedicare ad essa tutto il mio tempo e le mie energie».
E ben presto scoprì le numerose possibilità espressive della fotografia e s'impegnò a praticarla come un'arte a sé stante che gli assicurò in breve una fama e un particolare riconoscimento a Parigi. Nègre fu senza dubbio uno degli artisti più dotati di quella generazione di pionieri dell'arte fotografica.

Mise a punto un suo personale procedimento di incisione eliografica che comportava un passaggio della lastra in un bagno d'oro per produrre opere che
«unissero la finezza e la precisione della fotografia alla stabilità e alla profondità delle tinte dell'incisione».
Nel novembre del 1851 fece una prova su carta salata della sua fotografia "Spazzacamini in marcia" che illustra questo processo. Realizzata probabilmente come studio per un quadro, questa serie di fotografie è considerata come una tappa importante della storia della fotografia, poiché rappresenta uno dei primissimi tentativi di rendere il movimento dei soggetti.
Nel 1851, Nègre, contrariato per non essere stato scelto per far parte dell'iniziativa dello Stato che più tardi verrà chiamata la "Missione eliografica", decise di sua iniziativa di fotografare il litorale del Sud-Est della Francia. Divenne così il primo fotografo ad aver percorso il dipartimento delle Alpi Marittime, poco dopo l'istituzione del dipartimento stesso. Eseguì anche una prima serie di cliché del sud della Francia nel 1852. In seguito ricevette una serie di incarichi dallo Stato per fotografare la Cattedrale di Chartres (1854), i nuovi edifici interni dell'Asilo imperiale di Vincennes e per eseguire delle riproduzioni di opere d'arte del Louvre (1858). Nel 1865 fu incaricato dal duc de Luynes di eseguire le tavole del viaggio di esplorazione del Mar Morto, di Petra e della riva sinistra del Giordano. I suoi lavori compariranno sotto forma di album per le edizioni d'Arte di Adolphe Goupil dopo il 1853.

### Gli ultimi anni
Nel 1863 la sua salute iniziò a vacillare e Nègre volle tornare nella sua terra d'origine. Si ritirò quindi a Nizza, dove ottenne un posto di professore nel Liceo Imperiale e dove aprì un atelier al nº3 di rue Chauvain.
Fino alla morte realizzò, con l'intento di creare una documentazione veramente sistematica, una lunga serie di fotografie che vanno da Saint-Raphaël a Mentone. Ma fu nelle scene di genere, dedicate alla vita quotidiana della strada, che Nègre espresse il massimo del suo talento.
Morì nella sua città natale a 60 anni, dimenticato da tutti, e verrà riscoperto solo nel 1936, in occasione delle grandi esposizioni fotografiche organizzate a Parigi e a New York.
Suo nipote, Joseph Nègre, tenterà tutta la vita di promuovere l'opera del suo grande zio, e nel 1991 ha pubblicato il libro "La Riviera de Charles Nègre", che contiene le riproduzioni di numerosi cliché di Charles Nègre della Costa Azzurra e del suo entroterra.

## Opere
I suoi quadri e le sue incisioni si trovano prevalentemente in due musei: 
- Il Museo d'Arte e Storia della Provenza a Grasse, che conserva un fondo importante della sua opera pittorica.
  - Vue des remparts d'Antibes
  - Le quartier des moulins à Grasse
  - Portrait du général Comte Gazan de la Peyrière
  - Étude pour la mort de saint Paul
  - La mort de saint Paul
  - Étude de tête de moine
  - Léda et le cygne
  - La mort de Coronis, mère d'Esculape etc.
- Il Museo Ingres a Montauban, che possiede numerose incisioni e stampe. 
  - Cathédrale de Chartres, porche méridional[7]
  - Cathédrale de Chartes, façade occidentale, porte latérale[8]
  - Portail de l'église Saint-Trophime d'Arles, etc.

### Altre opere
- La porte des Châtaignes, Arles, 1852.
- Le Stryge, 1853, Musée d'Orsay.
- L’Asile impérial de Vincennes, 1859, Biblioteca nazionale di Francia, département des Estampes et de la Photographie.

## Galleria d'immagini
opere pittoriche

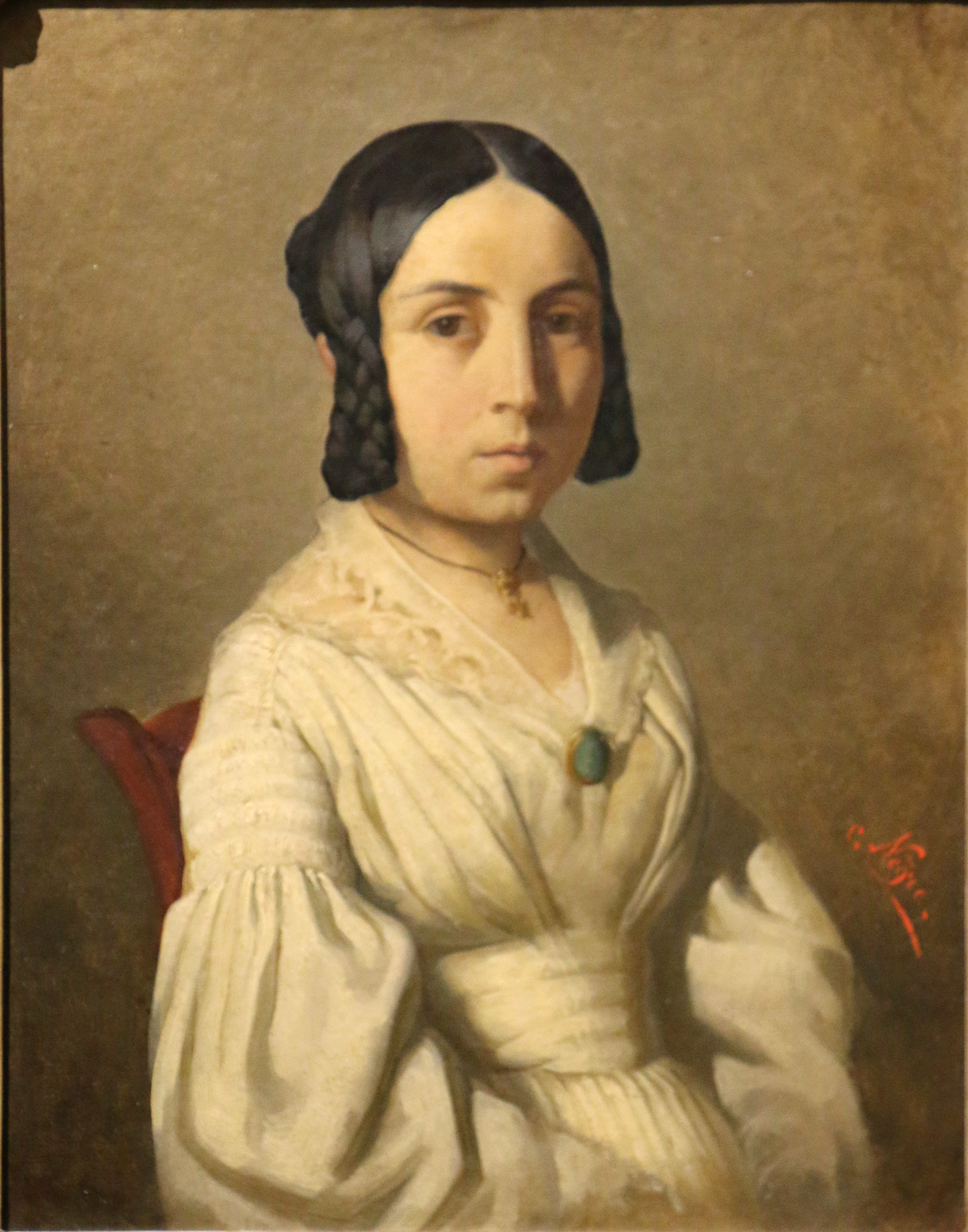
Ritratto di Anna Nègre
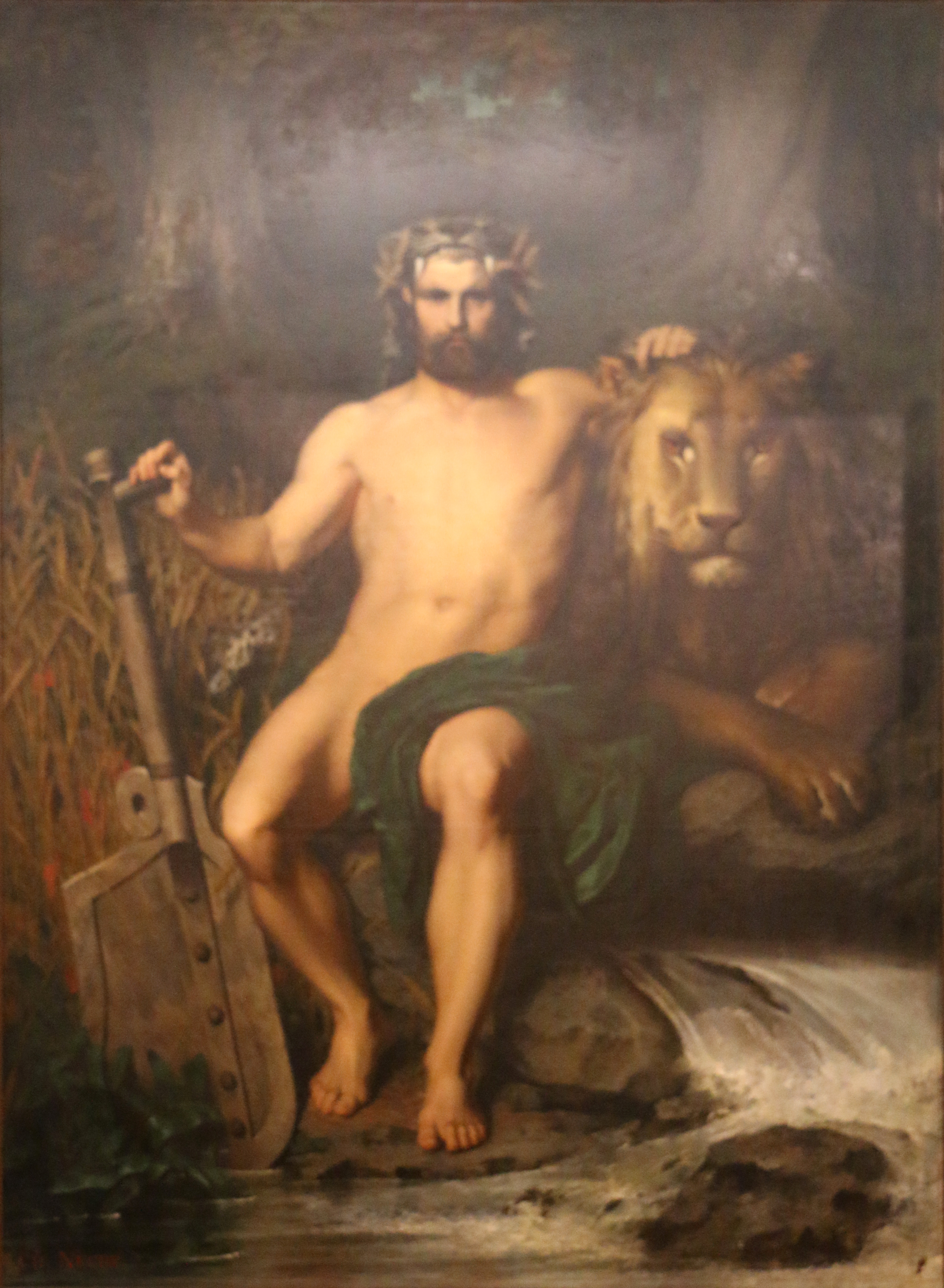
La potenza dell'uomo
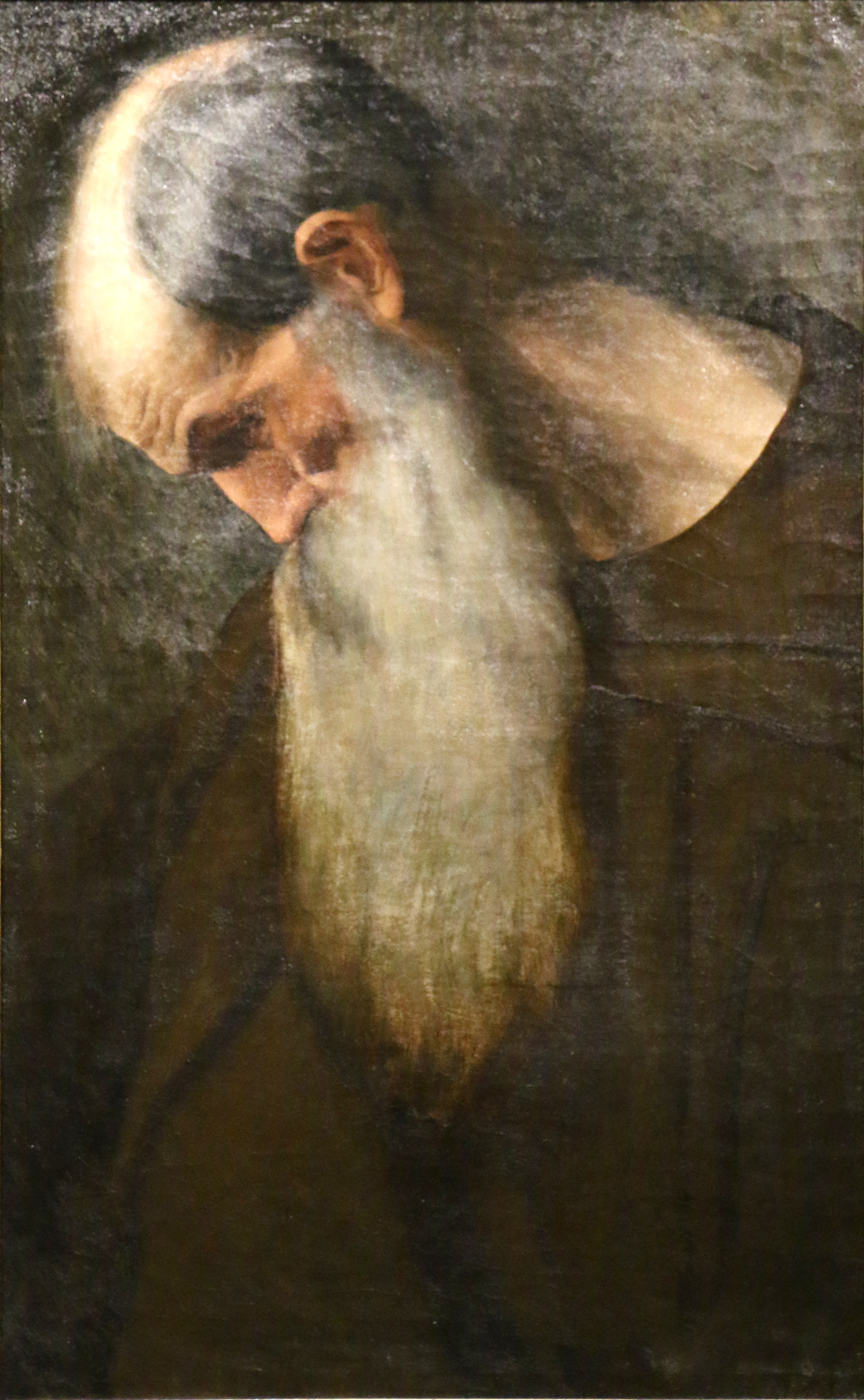
Studio di testa di monaco
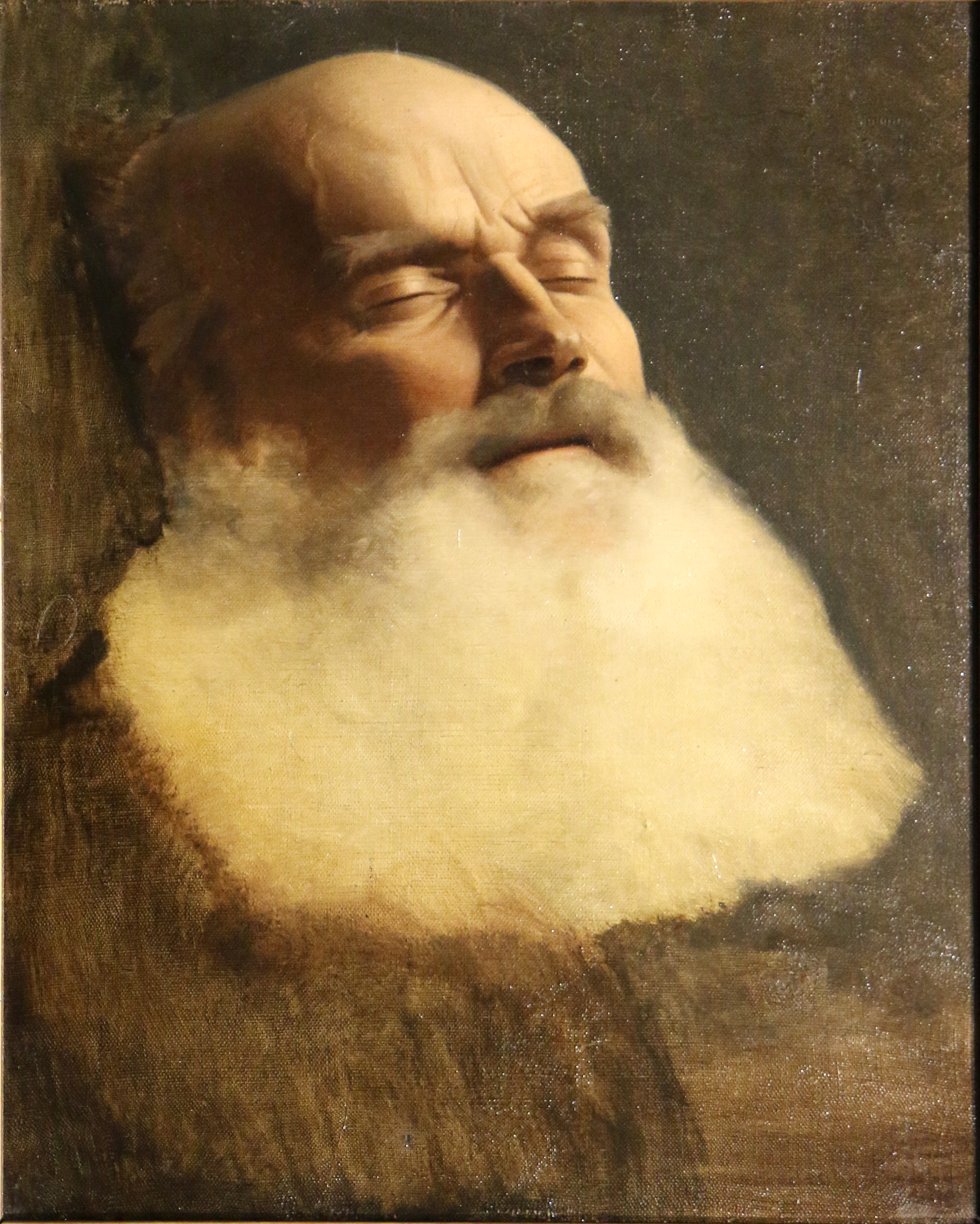
Studio per la morte di S. Paolo
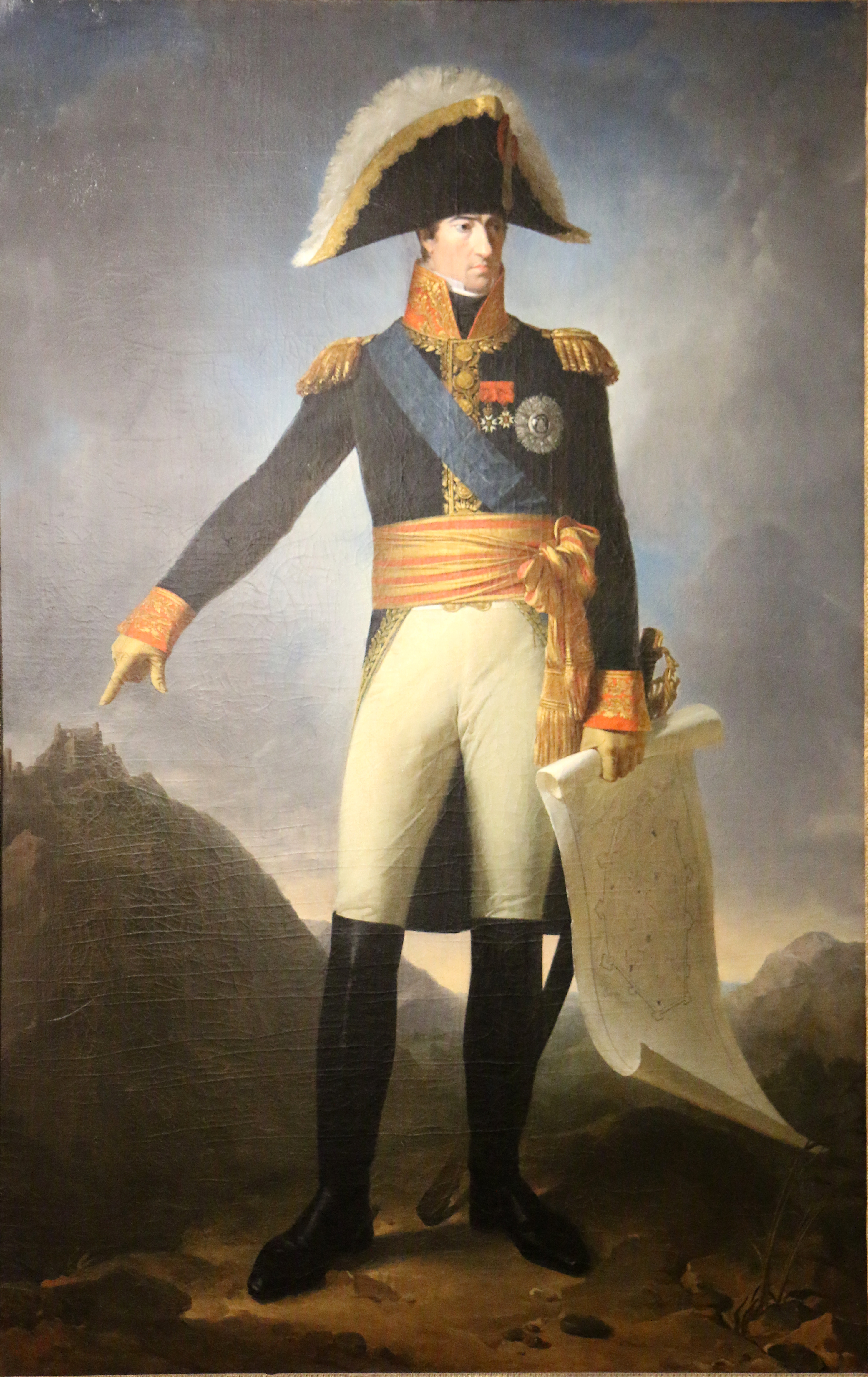
Il Generale Gazan
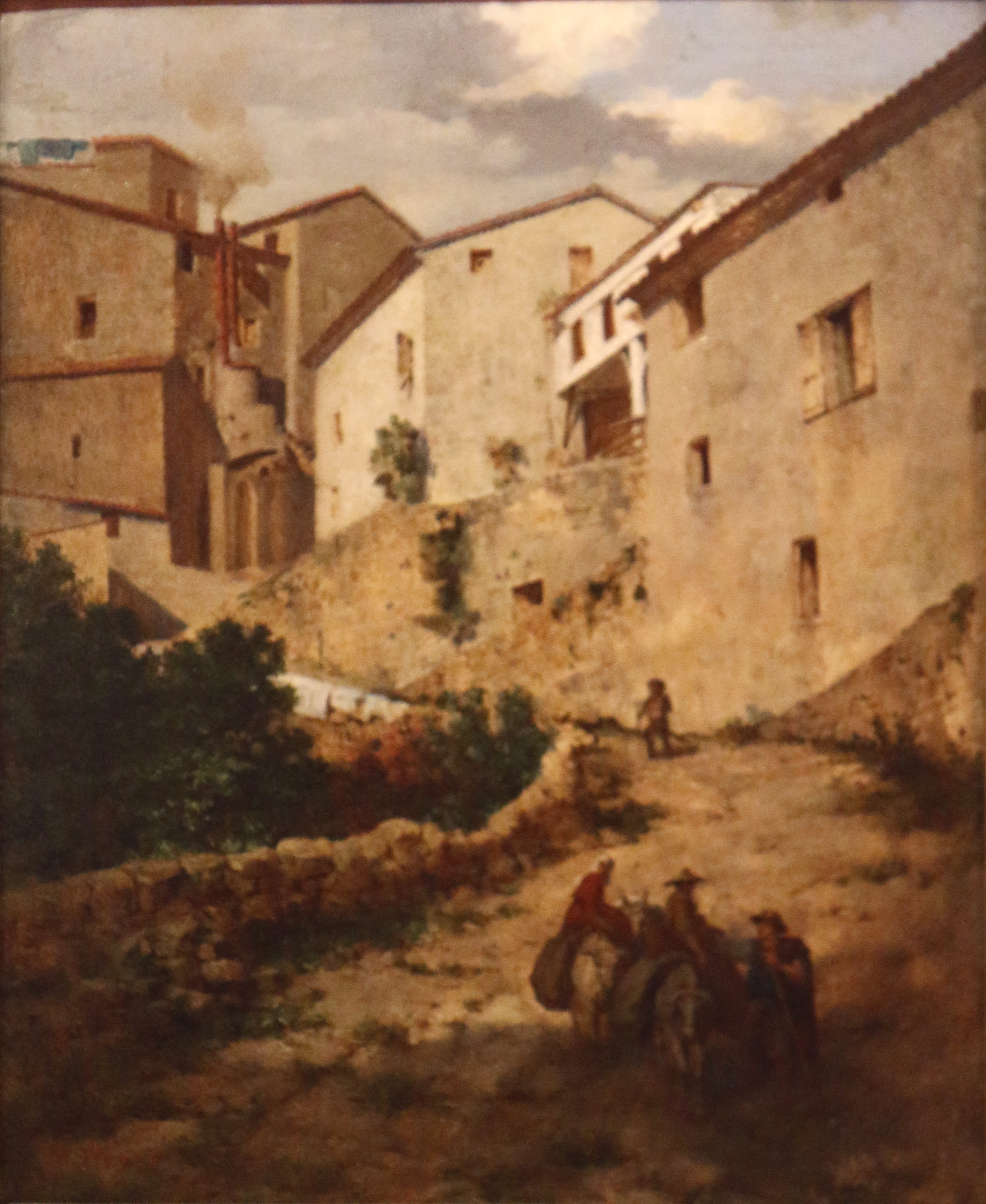
Il quartiere dei mulini

opere fotografiche

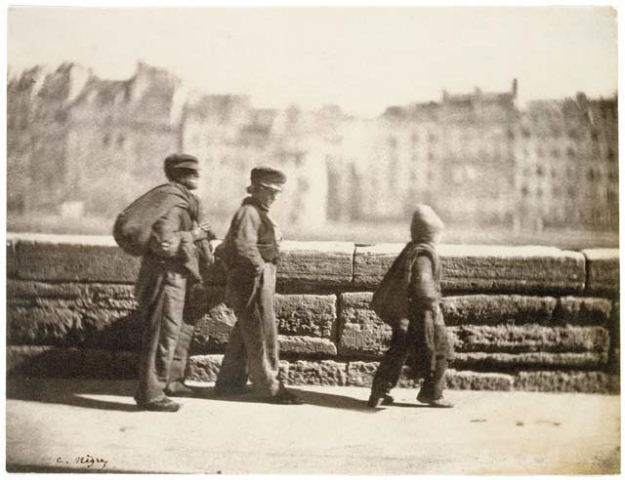
Spazzacamini, 1851
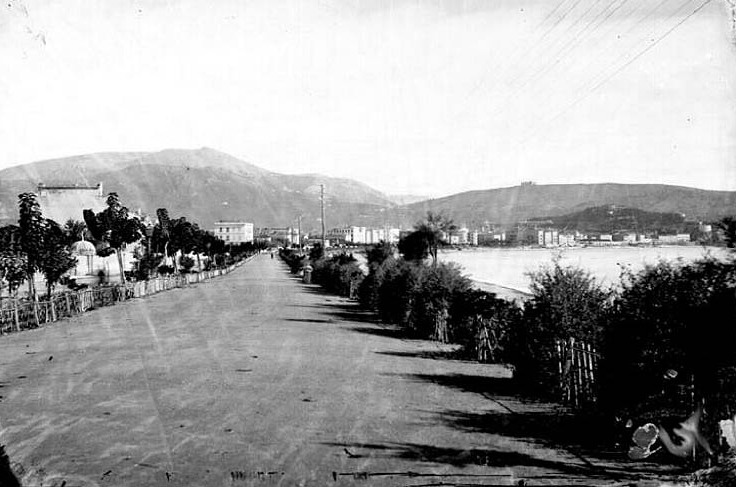
Nizza. Promenade des Anglais, 1863
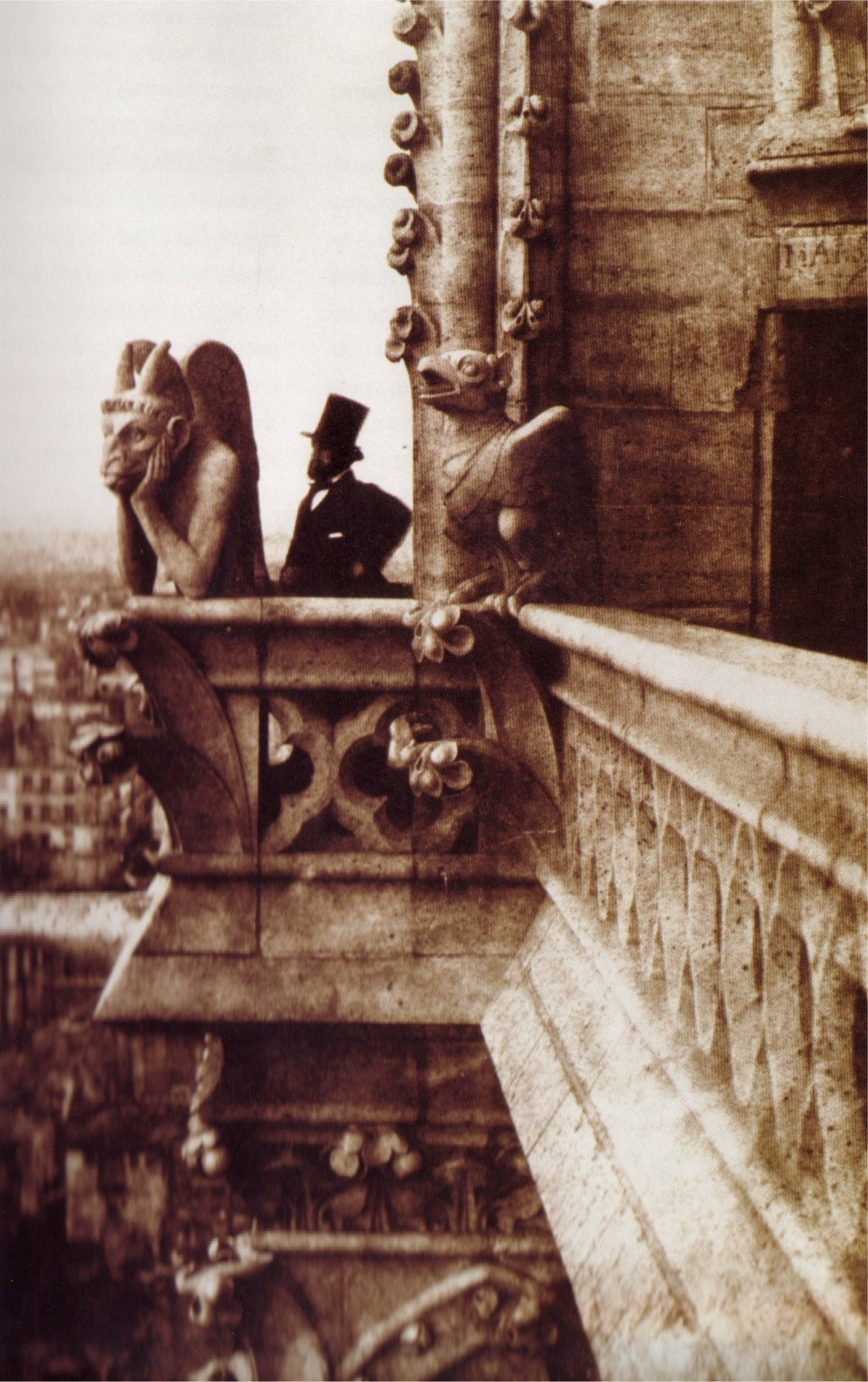
Le Stryge[9], 1853.
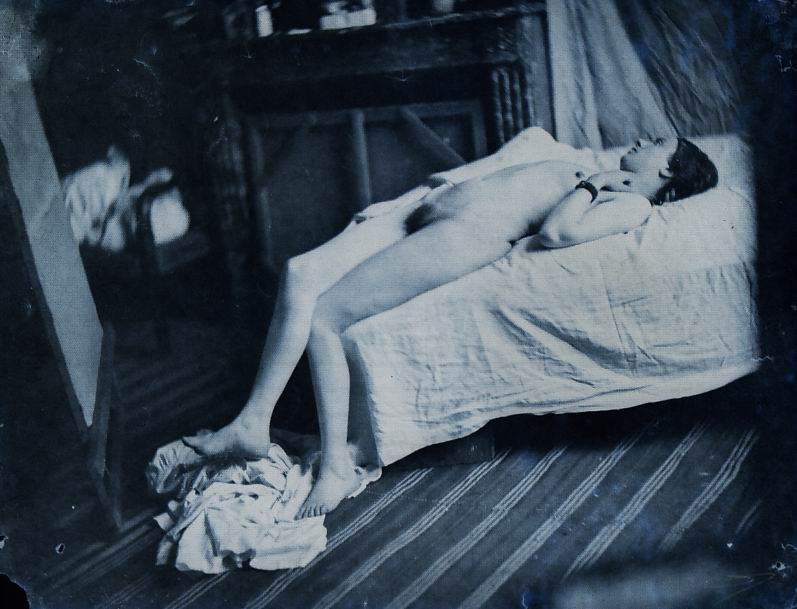
Studio dal vero, 1850
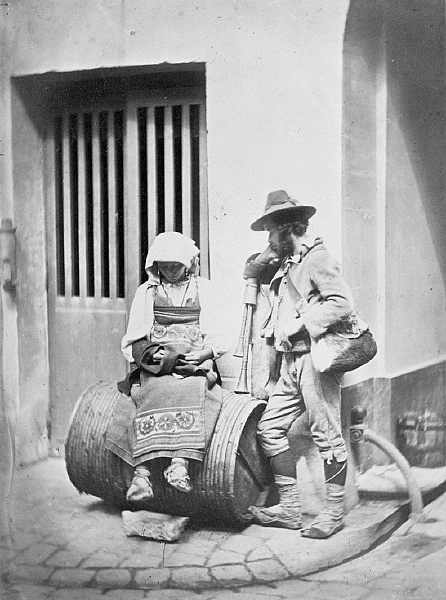
Musicanti italiani da strada, 1854
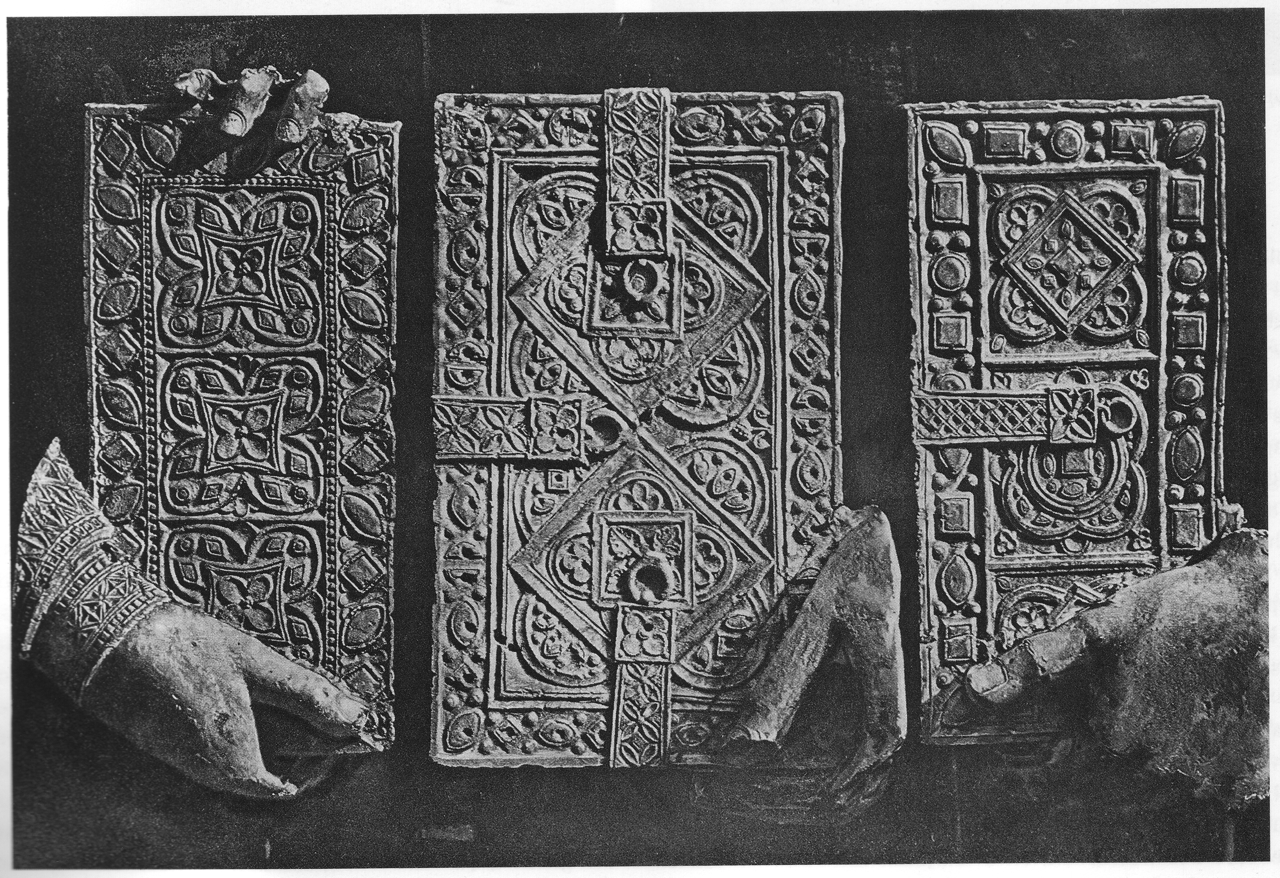
Cattedrale di Chartres. Dettagli portale Sud, 1867